# Exit poll
Exit poll (wym. /ˈeksɪt ˌpəʊl/ lub /ˈegzɪt ˌpəʊl/) – sondaż przeprowadzany przez agencję badawczą w dniu wyborów, w którym wyborcy wychodzący z lokali wyborczych odpowiadają na pytanie, na kogo głosowali. Termin stworzył 1967 roku Warren Mitofsky, wskazując później na jego niedostateczną precyzję.
Na podstawie exit polls podaje się pierwsze, przybliżone wyniki wyborów tuż po zamknięciu lokali wyborczych, na kilka lub kilkanaście godzin przed oficjalnymi wynikami podawanymi przez komisje wyborcze. Sondaże takie są zazwyczaj przeprowadzane przez prywatne firmy medialne, jak gazety i telewizje. W sondażach tych występuje naturalny margines błędu, nierzadko duży (przeważnie 2 pkt. %), czego przykładem były wyniki wyborów prezydenckich na Ukrainie w 2004 – jeden z sondaży wskazał zwycięstwo Juszczenki nad Janukowyczem stosunkiem 58:39, gdy drugi, 49:46. W wyborach prezydenckich w Polsce w 2025 roku oba badania exit poll wskazywały na zwycięstwo Rafała Trzaskowskiego przewagą 0,34 lub 0,6 pp., podczas gdy zwycięzcą okazał się być Karol Nawrocki z przewagą 1,78 pp. - tak duża różnica mogła być spowodowana (mieszcząca się jednak w granicach błędu) wysoką liczbą odmów udziału w badaniu.
Sondaże takie są niekiedy krytykowane ze względu na to, że w krajach, w których nie obowiązuje cisza wyborcza, opublikowanie wyników przed zakończeniem głosowania może wpływać na preferencje pozostałych wyborców. Nie mają one jednak wpływu tam, gdzie podanie wyników możliwe jest dopiero po zakończeniu głosowania we wszystkich punktach wyborczych (w Wielkiej Brytanii przedwczesne ujawnienie szacunków jest przestępstwem), aczkolwiek mogą się zdarzać wycieki informacji – przykładem były przecieki w Internecie wskazujące zwycięstwo Johna Kerry’ego w wyborach prezydenckich w USA w 2004.
W czasie wyborów parlamentarnych w Polsce 25 września 2005 oraz późniejszych prezydenckich na zlecenie stacji TVN i TVP tego typu sondaż przeprowadziły GfK Polonia, OBOP i PBS.
W czasie wyborów prezydenckich w Polsce 2010 i wyborów parlamentarnych 2011 sondaż exit poll na zlecenie TVP przeprowadził TNS OBOP. We wszystkie wybory w Polsce od 2015 (począwszy od wyborów prezydenckich w maju tegoż roku) w przeprowadzenie sondażu exit poll zaangażowana jest pracownia Ipsos, która wykonuje badania na zlecenie TVP, TVN24 i Polsat News. Od wyborów prezydenckich w 2025 roku badania te prowadzi także pracownia OGB.